# Lieboch
Lieboch là một đô thị thuộc huyện Graz-Umgebung bang Steiermark, nước Áo. Đô thị Lieboch có diện tích 11,76 km², dân số thời điểm cuối năm 2005 là 4341 người.